# 데이비드 매기
데이비드 매기(David Magee, 1962년 ~ )는 네버랜드를 찾아서라는 작품으로 2004년 아카데미상 후보 및 골든 글로브상 후보에 올라선 미국의 각본가이다. 사이먼 보포이와 함께 2008년 개봉된 프랜시스 맥도먼드 및 에이미 아담스 주연의 미스 페티그루의 어느 특별한 하루의 각본을 맡았다.

## 참여 작품
- 네버랜드를 찾아서
- 미스 페티그루의 어느 특별한 하루
- 라이프 오브 파이
- 메리 포핀스 리턴즈
- 선과 악의 학교 (영화)
- 오토라는 남자
- 인어 공주 (2023년 영화)